# 프라임문화재단
프라임문화재단은 국내의 미술, 문화 구축사업, 예술 복지 지원 사업 활동과 다양한 미술특별사업을 추진하기 위하여 2008년 7월 28일 설립된 문화체육관광부 소관의 재단법인이다. 사무실은 서울특별시 광진구 구의동 546-4 프라임센터 18층에 있다.

## 주요 사업
- 시민의 미술, 문화 활동의 지원(미술복지 구현)
- 문화예술 서비스 강화
- 전시회 주최 및 후원
- 문화교류활성화 등